# Lovro Korošec
Lovro Korošec-Branko, slovenski partizan, politični komisar, častnik in pedagog, * 1924 Bohinj - 2010, ?.

## Življenjepis
Leta 1943 je vstopil v NOB, v Jelovški odred Gorenjskega odreda, nato pa 12. septembra 1943 v Prešernovo brigado.
Preživel je bitko za Žirovski vrh in za turjaški grad.
Jeseni 1944 je postal politični komisar II. bataljona Prešernove brigade.
Po vojni je ostal v JA/JLA. 
Leta 1973 se je upokojil. Nato je postal predavatelj in docent za predmet splošni ljudski odpor na Univerzi v Ljubljani.

## Napredovanja
- polkovnik JLA (?)

## Odlikovanja
- red za hrabrost (št. 25.053; 1946)
- red zaslug za ljudstvo III. stopnje (1946)
- red bratstva in enotnosti II. stopnje (1947)
- red za vojaške zasluge III. stopnje (1952 in 1963)
- red ljudske armade III. stopnje (1970)
- spominska medalja 10 let JLA 1941-1951
- spominska medalja 20 let JLA 1941-1961
- spominska medalja 30 let JLA 1941-1971
- spominska medalja 40 let JLA 1941-1981
- odlikovanje SLO